# Trexenta
La Trexenta (AFI: /tɾɛˈʒɛnta/; raramente in italiano Tregenta) è una regione storica della Sardegna, situata nella parte settentrionale della provincia del Sud Sardegna. Comprende 14 comuni.

## Geografia fisica

### Territorio
Si estende su una superficie di circa 443,0 km² di un più vasto territorio prevalentemente collinare nella parte orientale e più pianeggiante verso ovest.

## Origini del nome
Il toponimo  Trexenta potrebbe derivare dal plurale neutro latino "trecenta", a indicare forse qualche misura agricola (per esempio trecenta iugera, equivalente a circa 75 ettari, o a qualche altra misura maggiore) o l'esistenza di trecento entità (per esempio granai, aziende agricole, fortezze o altro). Il nome Trexenta ricorda i trenta o trecento villaggi che la leggenda dice la popolassero nei tempi antichi e della maggior parte dei quali si è perso anche il nome, ma di molti dei quali restano testimonianze, fino alla grande crisi demografica del 1300, quando diversi centri furono effettivamente abbandonati. Quelli che oggi rimangono presentano il tipico aspetto dei centri agricoli del Sud della Sardegna. Da uno studio toponomastico, fatto nel territorio di Sant'Andrea Frius, risulta una forte presenza colonica romana organizzata in "topia". Questo termine latino neutro pl. si ritrova infatti in toponimi come "topia meliora" (trasformatosi per etimologia popolare in "tupp''e sa mallòra") o in "tuppellocas" (in territorio di Senorbì) riconducibile a "topia lucana", o in "tuppezzonia" riconducibile a "topia ausonia". Pertanto si può ipotizzare che "Trexenta" faccia riferimento al numero delle "topia" esistite nella regione.

## Storia
I più antichi insediamenti nella regione risalgono alla preistoria. Sono presenti, tra i siti di maggiore rilevanza a testimoniarlo, il nuraghe Piscu di Suelli e la Necropoli di S’Aqua Salida e di Corongiu (risalente all’Eneolitico antico, con una datazione tra i 5200 e i 4800 a.C.).  

Nel Medioevo la curatoria di Trexenta faceva parte del regno di Calari, uno dei giudicati della Sardegna.

## Economia
Le prevalenti attività economiche consistono dell'attività agricola, prevalentemente concentrate nella coltivazione cerealicola, dei vigneti e degli oliveti.

## Comuni
Comprende i comuni di: 

- Barrali,
- Gesico,
- Guamaggiore,
- Guasila,
- Mandas,
- Ortacesus,
- Pimentel,
- Samatzai
- Sant'Andrea Frius
- Selegas,
- Senorbì
- Siurgus Donigala,
- Suelli

e i centri minori:
- Seuni (frazione di Selegas),
- Arixi (frazione di Senorbì),
- Sisini (frazione di Senorbì).